# Per Nemty
Per Nemty fou una ciutat de l'antic Egipte, capital del nomós XII de l'Alt Egipte. El seu nom egipci era degut al fet que Nemty era la deïtat principal de la ciutat. El nom fou canviat durant el període hel·lenístic per Hieràcon o Hierakon (grec Iεράκων) o Theracon (Notitia Imperi) Era a la riba dreta del Nil al lloc on avui dia hi ha el llogaret d'Al-Atawla. Durant la dominació romana fou seu d'una cohort d'auxiliars lusitans. Hierakon (Iεράκων κώμη) és una ciutat diferent de Hierakonpolis o Hieracòmpolis (Iεράκων πόλις) l'antiga Nekhen.